# Luis Guillermo de Moncada Aragón Luna de Peralta y de la Cerda
Pour les articles homonymes, voir Moncada.
Luis Guillermo de Moncada Aragón Luna de Peralta y de la Cerda (né en 1614 à Palerme en Sicile et mort le 4 mai 1672 à Madrid) est un cardinal italien du XVIIe siècle. Il est le septième duc de Montalto, le sixième duc de Bivona et le cinquième prince de Paternò.

## Biographie
Moncada se marie avec la fille du vice-roi et capitaine-général de Naples et est lui-même vice-roi et capitaine-général de Sardaigne. Il se rend en Espagne après la mort de sa femme et se remarie avec la fille des marquises d'Aytona. Il est vice-roi de Valence. Il est accusé de trahison, mais il gagne le procès. Il est majordome du la reine Mariana d'Autriche, l'épouse de Felipe IV.
Le pape Alexandre VII le crée cardinal lors du consistoire du 7 mars 1667. Il ne participe pas au conclave de 1667 (élection de Clément IX), ni à celui de 1669-1670 (élection de Clément X).

### Source
- Fiche du cardinal sur le site fiu.edu